# Dreumel

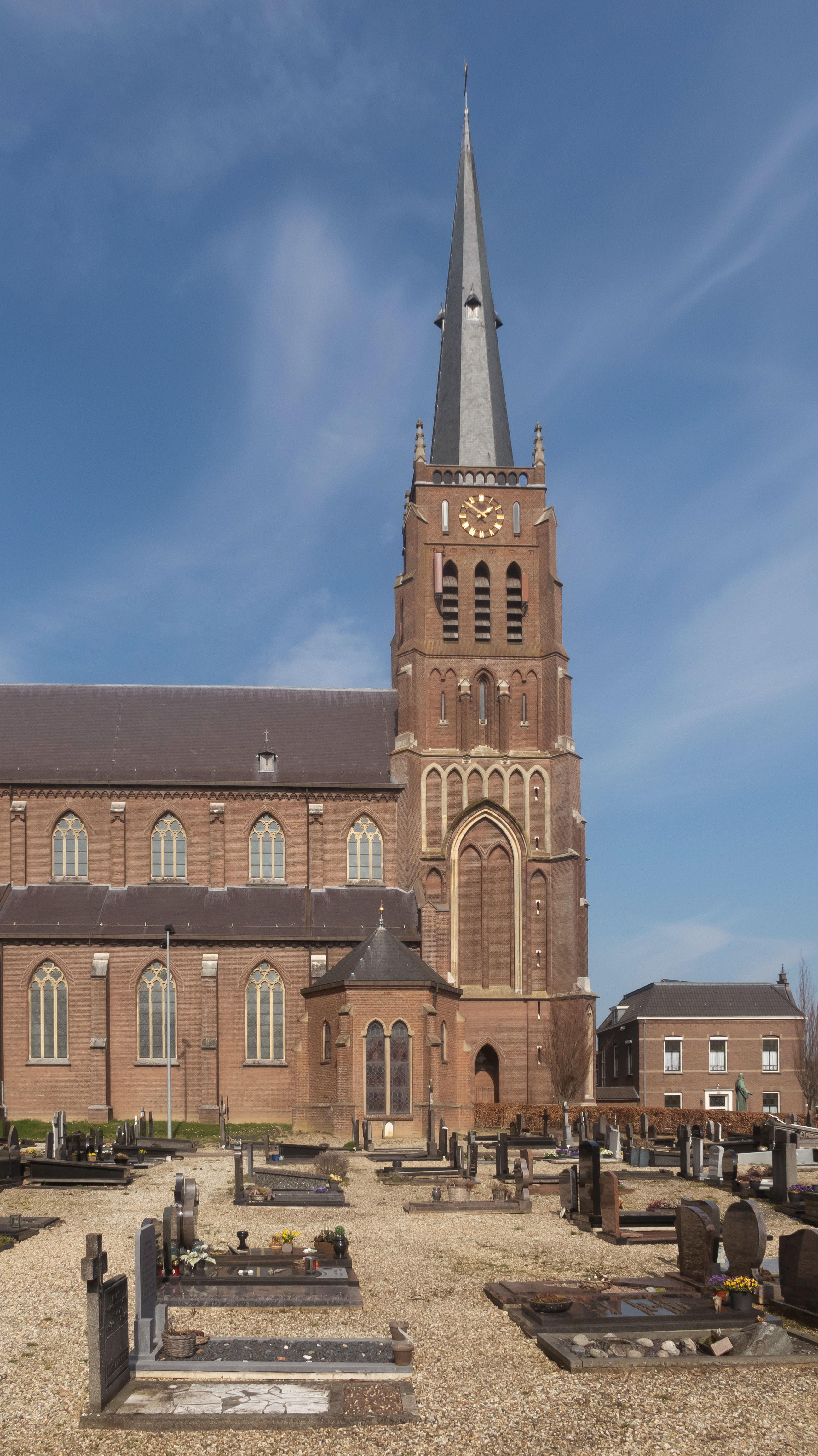
Dreumel, Sint Barbarakerk

Dreumel is een dorp in het Land van Maas en Waal, gemeente West Maas en Waal, in de Nederlandse provincie Gelderland. Het ligt aan de rivier de Waal tussen de dorpen Wamel en Heerewaarden. Door Dreumel loopt de Van Heemstraweg. Op 1 januari 1984 werd de gemeente Dreumel opgeheven en bij de gemeente Wamel gevoegd. De naam van deze fusiegemeente werd op 1 juli 1985 veranderd in West Maas en Waal.
Dreumel heeft zijn eigen basisvoorzieningen. Beneden-Leeuwen vervult een centrumfunctie op het gebied van bestuur, onderwijs en cultuur voor de gemeente West Maas en Waal.

## Geschiedenis
De eerste vermelding van Dreumel, toen Tremele geheten, dateert uit 893 na Chr. wanneer de Abdij van Prüm een hof te Dreumel bezit.
Het dorp ontwikkelde zich in de 14e eeuw rondom de dorpskerk. Deze kerk werd in 1117 voor het eerst in een oorkonde genoemd. Er werden in Dreumel tevens enkele adellijke huizen gebouwd, zoals het Huis te Dreumel en De Pol.
Nabij Dreumel ligt het Driedijkenpunt. In 1781 vond een dijkdoorbraak plaats bij Dreumel.
In 1868-1869 werd de rooms-katholieke Sint-Barbarakerk gebouwd. Deze kerk is in de jaren 2002-2005 gerestaureerd. Het gebouw is onderdeel van de Sint-Christoffelparochie, waartoe de acht kerkdorpen vallen die tot de gemeente West Maas en Waal behoren.

## Archeologie
In 2017 werden tussen Dreumel en Alphen archeologische vondsten gedaan, zoals schepen, een Romeinse oversteekplaats, voorwerpen en meer dan 100.000 sporen. Het wordt door de archeologen beschouwd als de "grootste archeologische vindplaats van Nederland". Onder die sporen een grote hoeveelheid mammoetresten naast de resten van reuzenherten, reuzenotters en reuzenbevers uit de prehistorie. Vijftien schepen uit de Romeinse tijd en de Middeleeuwen werden gevonden. Tevens werd een grote Romeinse nederzetting gevonden dat mogelijk gaat om Ad Duodecimum. In 2018 werden vier schepen gevonden.

## Sport
In Dreumel bevindt zich aan de Nieuwstraat het openluchtzwembad "De Zeven Morgen". De voetbalclub van Dreumel draagt de naam Aquila, de volleybalclub heet Touché en de tennisvereniging heet LTC Dreumel.
Op zaterdag 20 augustus 2022 liep de route van de tweede etappe (van 's-Hertogenbosch naar Utrecht) van de Ronde van Spanje 2022 door Dreumel.

## Bekende inwoners
- Zanger en cabaretier Frans Halsema woonde samen met zijn vriendin Ria Groeneveld van 1981 tot zijn overlijden in 1984 in Dreumel.[8][9]